# Nurlu
Nurlu – miejscowość i gmina we Francji, w regionie Hauts-de-France, w departamencie Somma.
Według danych na rok 2011 gminę zamieszkiwały 392 osoby, a gęstość zaludnienia wynosiła 60 osób/km² (wśród 2293 gmin Pikardii Nurlu plasuje się na 653. miejscu pod względem liczby ludności, natomiast pod względem powierzchni na miejscu 729.).